# 管锦康
管锦康（1918年—2013年），男，浙江海宁人，中国会计审计学家，天津财经大学教授，曾任中国审计学会副会长。